# طبيعة بشرية
الطبيعة البشرية هي مجموعة من الخصائص، بما في ذلك طرق التفكير، الشعور، والتمثيل، التي تجعل البشر يكونون طبيعيين. غالبًا ما يُعتبر المصطلح بمثابة التقاط لما هو إنساني أو جوهر الإنسانية. المصطلح مثير للجدل لأنه محل خلاف حول وجود مثل هذا الجوهر أم لا. كانت الحجج حول الطبيعة البشرية الدعامة الأساسية للفلسفة لعدة قرون وما زال المفهوم يثير جدلاً فلسفياً حيويًا، ويستمر المفهوم أيضًا في لعب دور في العلم، مع علماء الأعصاب وعلم النفس وعلماء الاجتماع حيث يدعون في بعض الأحيان أن نتائجها قد أسفرت عن نظرة ثاقبة حول الطبيعة البشرية.  تتناقض الطبيعة البشرية تقليديا مع الخصائص التي تختلف بين البشر، مثل الخصائص المرتبطة بثقافات محددة. كما ترتبط النقاشات حول الطبيعة البشرية بالنقاشات حول الأهمية النسبية للجينات والبيئة في التنمية («الطبيعة مقابل التنشئة»)، على الرغم من أنها ليست مماثلة لها.

## نظرة عامة
يقال إن مفهوم الطبيعة كمعيار يمكن من خلالها إصدار الأحكام تقليديا قد بدأت في الفلسفة اليونانية أولا، على الأقل فيما يتعلق بالغرب والشرق الأوسط من حيث اللغات ووجهات النظر التي تتأثر بشكل كبير من قبلها.
أصبح النهج الغائي لأرسطو هو المهيمن في وقت متأخر من العصور الكلاسيكية والعصور الوسطى، حيث تتسبب الطبيعة البشرية حقًا في أن يصبح البشر ما أصبحوا عليه، وبالتالي فهي موجودة بشكل مستقل عن الأفراد. وقد تم فهم هذا بدوره على أنه يظهر أيضًا صلة خاصة بين الطبيعة البشرية والألوهية. هذا النهج يفهم الطبيعة البشرية من حيث النهائية والرسمية للأسباب، بمعنى آخر الطبيعة بحد ذاتها (أو ألوهية انخلاق الطبيعة) لها نوايا وأهداف، على نحو يشبه إلى حد ما النوايا والأهداف الإنسانية، وأحد هذه الأهداف هو الإنسانية التي تعيش بشكل طبيعي، ترى مثل هذا الفهم للطبيعة البشرية هذه الطبيعة «فكرة» أو «شكلًا» للإنسان. ومع ذلك، فإن وجود هذه الطبيعة البشرية الثابتة والميتافيزيقية هو موضع كثير من النقاش التاريخي، والمستمر في العصر الحديث. ضد هذه الفكرة من الطبيعة البشرية الثابتة، قد جادل على تطويع النسبية للرجل بقوة خاصة في القرون ألأولى الأخيرة حيث قال الحداثيين من مثل توماس هوبز وجان جاك روسو، إميل روسو، حيث كتب روسو: «لا نعرف طبيعة طبيعتنا التي تسمح لنا بأن نكون ما نحن عليه»،  ومنذ أوائل القرن ال19 والمفكرين مثل هيجل وماركس، كيركيغارد، نيتشه، سارتر، البنيويين، قد جادلوا في بعض الأحيان ما بعد الحداثة أيضا ضد الطبيعة البشرية الثابتة أو الفطرية.
أما تشارلز داروين في نظرية التطور فقد غير طبيعة المناقشة، حيث دعم فرضية أن أسلاف الجنس البشري لم يكونوا مثل البشر اليوم (في عصرنا الحالي. ولا تزال أحدث وجهات النظر العلمية والسلوكية والحتمية، ونموذج الكيميائية داخل الطب النفسي وعلم النفس محايدة فيما يتعلق بالطبيعة البشرية. كما هو الحال في الكثير من العلوم الحديثة، تسعى هذه التخصصات إلى التوضيح دون اللجوء إلى السببية الميتافيزيقية أو بدونها  حيث يمكن تقديمها لشرح أصل الطبيعة البشرية وآلياتها الأساسية، أو لإظهار قدرات التغيير والتنوع التي يمكن أن تنتهك مفهوم الطبيعة البشرية الثابتة.

## الفلسفة الكلاسيكية اليونانية
وفقًا لأرسطو، فإن الدراسة الفلسفية للطبيعة البشرية نفسها نشأت مع سقراط، الذي حوّل الفلسفة من دراسة السماوات إلى دراسة الأشياء البشرية.  يقال إن سقراط درس مسألة كيف ينبغي للشخص أن يعيش بشكل أفضل، لكنه لم يترك أي أعمال مكتوبة. ويتضح من أعمال طلابه أفلاطون وزينوفون، وأيضا من خلال ما قيل عنه من قبل أرسطو (طالب أفلاطون)، أن سقراط كان عقلاني ويعتقد أن أفضل حياة أو الحياة الأكثر ملاءمة للطبيعة البشرية تنطوي على التفكير. كانت المدرسة السقراطية تأثر على التفكير السائد في النقاش الفلسفي في العصور الوسطى، بين الإسلاميين، والمسيحية، والفلاسفة اليهود.
الروح البشرية في أعمال أفلاطون وأرسطو لها طبيعة مقسمة، مقسمة بطريقة إنسانية على وجه التحديد. جزء واحد هو على وجه التحديد الإنسان والعقلانية، وينقسم إلى جزء الذي هو عقلاني من تلقاء نفسه، وجزء مفعم بالحيوية التي يمكن أن تفهم بالعقل. أجزاء أخرى من الروح هي موطن لرغبات أو عواطف مماثلة لتلك الموجودة في الحيوانات. بالنسبة لكل من أرسطو وأفلاطون، تتميز الروح (thumos) عن المشاعر الأخرى (epithumiai).  كانت الوظيفة الصحيحة لـ «العقلاني» هي حكم الأجزاء الأخرى من الروح، بمساعدة الحماسة. باستخدام هذا الحساب، يعد استخدام سبب واحد هو أفضل طريقة للعيش، والفلاسفة هم أعلى أنواع البشر.
أرسطو - طالب أفلاطون الأكثر شهرة - أدلى ببعض العبارات الأكثر شهرة وتأثيرا حول الطبيعة البشرية. في أعماله، بصرف النظر عن استخدام مخطط مشابه للروح البشرية المنقسمة، يتم تقديم بعض العبارات الواضحة حول الطبيعة البشرية:
- الرجل هو حيوان تزاوج، ويعني هذا الحيوان الذي يولد للزوجين عند البالغين، وبالتالي بناء الأسرة (oikos)، وفي حالات أكثر نجاحا، عشيرة أو قرية صغيرة تعمل على أساس الأبوية.
- الإنسان هو حيوان سياسي، ويعني أنه حيوان ذو نزعة فطرية لتطوير مجتمعات أكثر تعقيدًا بحجم مدينة أو بلد، مع تقسيم العمل وسن القوانين. يختلف هذا النوع من المجتمع عن عائلة كبيرة، ويتطلب استخدامًا خاصًا للعقل البشري.
- الرجل حيوان مقلد. يحب الرجل استخدام خياله (وليس فقط لإصدار قوانين وإدارة المجالس البلدية). يقول «نحن نستمتع بالنظر إلى أوجه التشابه الدقيقة للأشياء التي تكون مؤلمة برؤيتها، والوحوش الفاحشة، على سبيل المثال، الجثث». و«السبب نتمتع برؤية التشابهات، ونحن ننظر، ونحن نتعلم ونستنتج ما هو، على سبيل المثال،» هذا هو كذا وكذا. " "

بالنسبة لأرسطو، السبب ليس فقط ما هو أكثر ما يميز البشر عن غيرهم من الحيوانات، بل هو أيضًا ما كنا نهدف لتحقيقه في أفضل حالاتنا. لا يزال الكثير من وصف أرسطو للطبيعة البشرية مؤثرًا حتى اليوم. ومع ذلك، فإن الفكرة الغائية الخاصة المتمثلة في أن البشر «معنيون» أو يقصد منهم أن يكونوا شيئًا ما، أصبحت أقل شعبية في العصر الحديث.
بالنسبة للسقراطيين، الطبيعة البشرية، كامل الطبيعة، هي مفاهيم ميتافيزيقية. طور أرسطو العرض القياسي لهذا النهج مع نظريته عن أربعة أسباب. يعرض كل كائن حي أربعة جوانب أو «أسباب»: المادة والشكل والتأثير والنهاية. على سبيل المثال، تتكون شجرة البلوط من الخلايا النباتية (المادة)، وتنمو من البلوط (التأثير)، وتُظهر طبيعة أشجار البلوط (الشكل)، وتنمو لتصبح شجرة البلوط الناضجة بالكامل (النهاية). الطبيعة البشرية هي مثال على سبب رسمي، وفقا لأرسطو. وبالمثل، فإن تصبح إنسانًا مُحققًا تمامًا (بما في ذلك تحقيق العقل تمامًا) هو هدفنا. أرسطو (أخلاقيات نيكوماش، الكتاب العاشر) يشير إلى أن الفكر الإنساني (νούς) هو «الأصغر بكمية كبيرة» ولكنه الجزء الأكثر أهمية في نفسية الإنسان، ويجب زراعته قبل أي شيء آخر. زراعة التعلم والنمو الفكري للفيلسوف، والذي هو أيضا أسعد وأقل حياة مؤلمة.

## الفلسفة الصينية

### الكونفوشيوسية

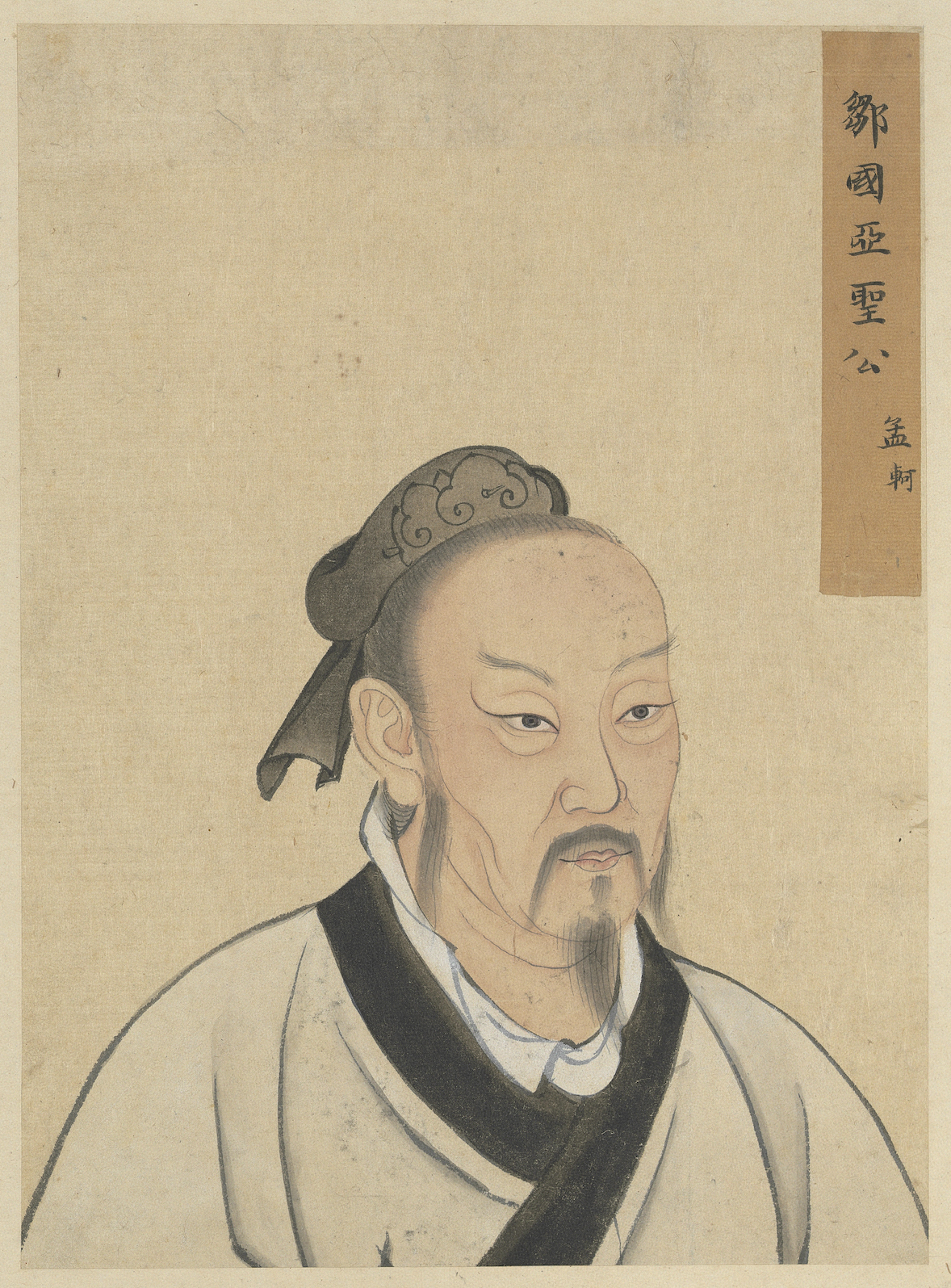
صورة منسيوس، الفيلسوف الكونفوشيوسي

الطبيعة البشرية هي السؤال الرئيسي في الفلسفة الصينية، منذ عهد أسرة سونغ، أصبحت نظرية الخير المحتمل أو الفطري للبشر سائدة في الكونفوشيوسية، يقول منسيوس أن الطبيعة البشرية جيدة، إنه يفسر الطبيعة البشرية على أنها ميل فطري إلى حالة مثالية من المتوقع أن تتشكل في ظل الظروف الصحيحة.  لذلك، لدى البشر القدرة على أن يكونوا جيدين، على الرغم من أنهم ليسوا جميعًا جيدين.
وفقًا لنظرية مينسيا، تحتوي الطبيعة البشرية على أربع بدايات (端 ، دوان) للأخلاق وهي شعور بالتعاطف يتطور إلى إحسان (ren ، رن)، شعور بالخجل والازدراء يتطوران إلى البر (義 ، يي)، والشعور بالاحترام والمجاملة التي تتطور إلى اللياقة (禮 ، لي)، والشعور الصواب والخطأ الذي يتطور إلى الحكمة (智 ، زهي). كما تتميز بدايات الأخلاق بكل من الدوافع العاطفية والأحكام البديهية (مثل ما هو صواب أو خطأ، أو تأجيلي، أو محترم، أو مهين).
في رأي منسيوس، فإن الخير هو نتيجة لتطور ميول فطرية نحو فضائل الإحسان، البر، الحكمة، والصلاحية، كما تتجلى الميول في المشاعر الأخلاقية لكل إنسان، التفكير (思 ، si) في مظاهر البدايات الأربع إلى تطور الفضائل، وهو يجلب الاعتراف بأن الفضيلة لها الأسبقية على الرضا، ولكن عدم التفكير يمنع تطور الأخلاق، وبعبارة أخرى، لدى البشر دستور يتكون من الاستعدادات العاطفية التي توجههم إلى الخير.
يعالج منسيوس أيضًا مسألة لماذا لا تستند القدرة على الشر إلى الطبيعة البشرية، وهو يتعرف على رغبات الحواس باعتبارها ميول طبيعية تختلف عن البدايات الأربع، ويمكن تضليل الناس وقضاء ضلالهم لرغباتهم إذا لم يشاركوا في دوافعهم الأخلاقية، ولذلك فهو يضع المسؤولية على الناس للتفكير في مظاهر البدايات الأربع.  هنا، ليست وظيفة الأذنين والعينين وإنما وظيفة القلب تعكس، حيث ترتبط الأعضاء الحسية بالرغبات الحسية ولكن القلب هو مقر الشعور والتفكير، إذا أصبح الفرد سيئًا، فلن يكون ذلك نتيجة لدستوره، حيث يحتوي دستوره على الاستعدادات العاطفية التي توجّه إلى الخير، ولكنها مسألة إصابة أو عدم تطوير دستوره بشكل كامل في الاتجاه المناسب.  يعتبر منسيوس أن الفضائل الأساسية (الإحسان، البر، الملاءمة، والحكمة) هي صفات داخلية يمتلكها البشر في الأصل، لذلك لا يمكن للناس تحقيق الرضا التام عن طريق السعي وراء المصلحة الذاتية فقط بسبب أخلاقهم الفطرية. يؤكد وونغ (2018) على أنه "بينما يتسم منسيوس غالبًا بشكل سطحي بقوله إن الطبيعة البشرية جيدة، فهو يعني أنه يحتوي على ميول للشعور والتصرف بطرق مناسبة أخلاقياً وجعل الأحكام والظروف المناسبة معيارًا حدسيًا للرعاية تعطي البشر إرشادات فيما يتعلق بالتركيز المناسب على رغبات الحواس.
يفهم Xunzi الطبيعة البشرية ككليات وقدرات ورغبات أساسية لدى الناس منذ ولادتهم، ويقول أن الطبيعة البشرية شريرة وأن الخير هو نتيجة لنشاط بشري، كما أن الطبيعة البشرية تسعى لتحقيق الربح، لأن البشر يرغبون في الرضا الحسي،  ومع ذلك، يقول Xuzi: «الآن طبيعة الإنسان شريرة، ويجب أن تعتمد على المعلمين والقوانين لتصبح صحيحة وتحقق الملاءمة والبر ثم يصبح الإنسان منضبطًا»  ويؤكد أن الخير يأتي من الصفات والعادات المكتسبة من خلال أفعال واعية، والتي يسميها الحيلة (偽 ، ويي). لذلك، يُنظر إلى الأخلاق على أنها حيلة بشرية ولكن ليس كجزء من الطبيعة البشرية.
يرى منسيوس أن الطقوس (أي معيار كيفية تعامل البشر والتفاعل معهم) تعبير خارجي عن المعنى الأخلاقي المتأصل في الطبيعة البشرية.  يوافق Xunzi على أن البشر لديهم شعور أخلاقي، لكنه يرى أنه دليل على سوء الحالة لدى الناس، الناس بالتحديد يرغبون في ما يفتقرون إليه، والذي تكون فيه رغبة الإنسان في الخير مؤشرا على عدم وجود الخير.

### القانونية

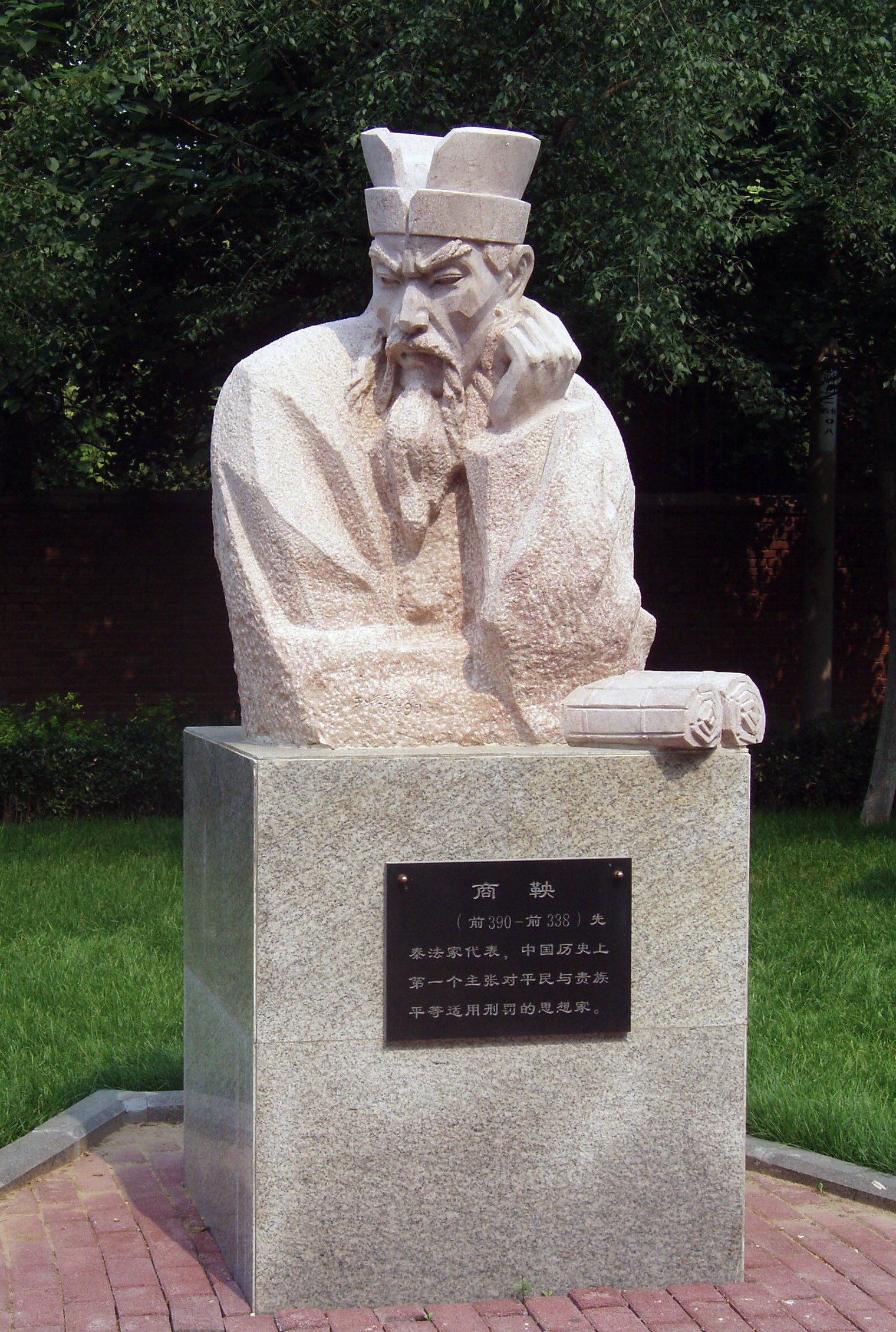
تمثال لشانغ يانغ ، عالم قانوني بارز ورجل دولة

الطبيعة البشرية هي واحدة من الأسس الرئيسية للشرعية في الصين، ومع ذلك فإن القانونيين لا يفكرون فيما إذا كان الخير البشري أو الشر فطرية وكذلك ما إذا كان البشر يمتلكون الصفات الأساسية المرتبطة بهذه الطبيعة.
ويرى القانونيون أن الغالبية العظمى من البشر أنانية بطبيعتها، وهم يرون أن الطبيعة البشرية شريرة، حيث يكون الأفراد مدفوعين بالأنانية.  لذلك، ليس من المتوقع أن يتصرف الناس دائمًا معنويا، على سبيل المثال، بسبب الطبيعة الفاسدة للإنسان لم يثق القانونيون في أن المسؤولين سوف يقومون بواجباتهم بطريقة عادلة ونزيهة. هناك صراع سياسي دائم، يتسم بالصراع بين الجهات الفاعلة والمصالح البشرية المتنافسة، حيث يتم إغراء الأفراد بسهولة بسبب طبيعتهم الأنانية على حساب الآخرين.
وفقًا للشرعية، لا يمكن القضاء على الأنانية في الطبيعة البشرية أو تغييرها عن طريق التعليم أو الزراعة الذاتية، إنها ترفض احتمال أن يتمكن الناس من التغلب على أنانيتهم والنظر في إمكانية أن يكون الدافع وراء الناس من خلال الالتزام الأخلاقي نادرة بشكل استثنائي، لا يرى القانونيون أن الأخلاق الفردية لكل من الحكام أو المحكومين مصدر قلق هام في النظام السياسي. بدلاً من ذلك، يؤكد المفكرون القانونيون مثل Han Fei على المعايير والمعايير الواضحة وغير الشخصية (مثل القوانين واللوائح والقواعد) كأساس للحفاظ على النظام.
يفترض القانونيون أن الأنانية الإنسانية يمكن أن تكون رصيدا وليس تهديدا للدولة، هنا يجب أن يُسمح للأفراد بمتابعة مصالحهم الأنانية بطريقة تستفيد من احتياجات الدولة بدلاً من أن تتناقض معها.  لذلك، فإن النظام السياسي الذي يفترض أنانية الإنسان هذه هو النظام الوحيد القابل للحياة، حيث يجب السيطرة على الجهات الفاعلة (مثل الوزراء والمسؤولين الآخرين) والتحقق منها حيث لا يمكن الوثوق بهم حقًا.  ينظر القانونيون إلى استخدام المكافأة والعقاب كضوابط سياسية فعالة، لأنهم يعتبرون أن هذه الجوانب تكمن وراء الطبيعة الإنسانية.  وفقًا لرجل الدولة القانوني شانغ يانغ، من الأهمية بمكان التحقيق في تصرفات الأشخاص من حيث المكافآت والعقوبات عند إنشاء قانون. كما أوضح أنه لا يمكن توجيه الجماهير إلى مساعي الزراعة أو الحرب إذا اعتبرها الناس المريرة أو الخطرة على أساس حسابات حول فوائدها المحتملة، ولكن يمكن توجيه الناس نحو هذه المساعي من خلال تطبيق الحوافز الإيجابية والسلبية.

## اللاهوت المسيحي
في اللاهوت المسيحي، هناك طريقتان «لتصور الطبيعة الإنسانية». الأول هو «الروحي، الكتاب المقدس، والإيماني» في حين أن الثاني هو «الطبيعي، الكوني، ومناهض للإيمان»، ينصب التركيز في هذا القسم على الأول، كما قال وليام جيمس في دراسته للطبيعة البشرية من منظور ديني، فإن «الدين» له «قسم للطبيعة البشرية».
وهناك وجهات نظر مختلفة من الطبيعة البشرية التي عقدت من قبل اللاهوتيين، ومع ذلك هناك بعض «التأكيدات الأساسية» في جميع «الأنثروبولوجيا التوراتية» وهي:
1. «للبشرية أصلها في الله ، خالقها.»
2. "البشر يتحملون" صورة الله ".
3. البشر «يحكمون بقية الخلق».

و الكتاب المقدس لا يحتوي على «عقيدة الطبيعة البشرية» واحد. بدلا من ذلك، فإنه يوفر المواد لمزيد من الوصف الفلسفي للطبيعة البشرية.  على سبيل المثال، يوفر الخلق كما هو موجود في كتاب سفر التكوين نظرية حول الطبيعة البشرية.
يحتوي التعليم المسيحي للكنيسة الكاثوليكية  في الفصل «كرامة الشخص البشري» على مقال عن الإنسان كصورة من الله ، ودعوته إلى القداسة والحرية والأفعال الإنسانية والعواطف والضمير الأخلاقي والفضائل والخطيئة.

### خلق الطبيعة البشرية
يصف الكتاب المقدس «عنصرين» في الطبيعة البشرية: «جسد ونفس أو روح الحياة التي تنفخ بها الله»، بهذا تم إنشاء «روح حية»، أي «شخص حي».  حسب سفر التكوين 1:27، تم صنع هذا الشخص الحي في «صورة الله»، من وجهة نظر الكتاب المقدس، «أن تكون إنسانًا هو تحمل صورة الله».
«وضعان رئيسيان لتصور الطبيعة البشرية - أحدهما روحي، وتوراتي، وإيماني»، والآخر «طبيعي ، فلكي، ومناهض للإيمان». جون تولوش
لا يوضح سفر التكوين معنى «صورة الله»، لكن العلماء يجدون اقتراحات، أحدهما هو أن الخلق على صورة الله يميز الطبيعة الإنسانية عن تلك الوحوش، وآخر هو أنه بما أن الله «قادر على اتخاذ القرارات والحكم»، فإن البشر الذين يتخذون صورة الله «قادرون على اتخاذ القرارات والحكم». والثالث هو أن الجنس البشري يمتلك قدرة متأصلة في «تحديد الأهداف» والتحرك نحوها.  يشير الله إلى الخلق بأنه «جيد» يشير إلى أن آدم «تم إنشاؤه على صورة الله، في البر».
تم خلق آدم مع القدرة على اتخاذ «الخيارات الصحيحة»، ولكن أيضا مع القدرة على اختيار الخطيئة، التي سقطت من البر إلى حالة من «الخطيئة والفساد»، وهكذا، وفقًا للكتاب المقدس، «البشرية ليست كما خلقها الله».

### سقوط الطبيعة البشرية
عند سقوط آدم في الخطيئة، أصبحت «الطبيعة البشرية» «فاسدة»، رغم أنها تحتفظ بصور الله. كل من العهد القديم والعهد الجديد يعلم أن الخطيئة هي عالمية. على سبيل المثال، يقول المزمور 51: 5: «ها أنا قد فُكرت بالآثام؛ وفي الخطايا حملتني أمي».  علم يسوع أن الجميع «آثم بشكل طبيعي» لأنه «طبيعة البشر وميلهم إلى الخطيئة».  بولس، في رومية 7: 18، يتحدث عن «طبيعته الخاطئة».
يوجد مثل هذا «الاعتراف بوجود خطأ ما في الطبيعة الأخلاقية للإنسان في جميع الأديان».  صاغ أغسطينوس من هيبو مصطلحًا لتقييم أن جميع البشر يولدون خاطئين: الخطيئة الأصلية.  وهي الميل إلى الخطيئة الفطرية في جميع البشر.  تتمسك الكنيسة الكاثوليكية ومعظم الطوائف البروتستانتية السائدة بمذهب الخطيئة الأصلية، لكنها مرفوضة من قبل الكنيسة الأرثوذكسية الشرقية، التي تحمل عقيدة خطأ الأسلاف المشابهة.
"فساد الخطيئة الأصلية يمتد إلى كل جانب من جوانب الطبيعة البشرية": إلى العقل والإرادة وكذلك الشهية والدوافع. هذه الحالة تسمى أحيانًا الفساد التام. لا يعني الفساد الكلي أن البشرية "فاسدة تمامًا" قدر الإمكان. تعليقًا على رومية 2: 14، كتب جون كالفين أن جميع الناس لديهم "بعض مفاهيم العدالة والاستقامة التي زرعتها الطبيعة في جميع الناس.
جسد آدم «كل الطبيعة البشرية» حتى أخطأ آدم «أخطأت كل الطبيعة البشرية». لا يربط العهد القديم صراحةً «فساد الطبيعة البشرية» بخطيئة آدم. ومع ذلك، فإن «عالمية الخطيئة» تعني وجود صلة لآدم في العهد الجديد، يوافق بولس على «عالمية الخطيئة». كما أنه يوضح ما يوحي به العهد القديم: العلاقة بين «الطبيعة الخاطئة للإنسانية» وخطيئة آدم  في رومية 5:19، يكتب بولس «من خلال عصيان آدم أصبحت الإنسانية خاطئة».  طبق بولس أيضًا الطبيعة الإنسانية الخاطئة على نفسه: «لا يوجد شيء جيد في طبيعتي الخاطئة».
لا تستند «عقيدة الخطيئة الأصلية» اللاهوتية كعنصر متأصل في الطبيعة البشرية إلى الكتاب المقدس فقط. هو في جزء منه «تعميم من حقائق واضحة» مفتوحة لملاحظة تجريبية.
وصف عدد من خبراء الطبيعة البشرية مظاهر الخطيئة الأصلية (أي الميل الفطري إلى) بالخطيئة كحقائق تجريبية.
- يقول عالم الأحياء ريتشارد دوكينز في كتابه The Anish Gene أن «الجودة الغالبة» في جين ناجٍ ناجح هو «الأنانية القاسية»، علاوة على ذلك، «عادة ما تؤدي أنانية الجينات هذه إلى أنانية في السلوك الفردي».
- يجد عالم النفس الطفل بيرتون إل. وايت سمة الأنانية عند الأطفال منذ الولادة، وهي سمة تعبر عن نفسها في أعمال «أنانية بشكل صارخ».
- عالم الاجتماع ويليام سمنر يجد من حقيقة أن «في كل مكان واحد تجتمع» الاحتيال والفساد والجهل والأنانية، وجميع الرذائل أخرى من الطبيعة البشرية«.  ويعدد» الرذائل وأهواء الطبيعة البشرية كـ الطمع، الشهوة، والانتقام، والطموح، والغرور. يرى سومنر أن هذه الطبيعة البشرية هي عالمية: في جميع الناس، في جميع الأماكن، وفي جميع محطات المجتمع.
- يلاحظ الطبيب النفسي توماس أنتوني هاريس، على أساس "بياناته في متناول اليد"، "الخطيئة أو الشر أو" الطبيعة البشرية "، أيا كان ما نسميه العيب في جنسنا، فهو واضح في كل شخص. يصف هاريس هذا الشرط بأنه "سوء جوهري" أو "خطيئة أصلية".

ويرد مناقشة التجريبية التشكيك في التفرد وراثية مثل هذا الاقتراح السوء لا يتجزأ من قبل الباحثين إيليوت سوبر وديفيد سلون ويلسون. في كتابهم، إلى الآخرين: تطور وعلم النفس للسلوك غير الأناني، يقترحون نظرية اختيار مجموعة متعددة المستويات لدعم «الإيثار» الوراثي المتأصل في معارضة تفرد الخطيئة الأصلية للطبيعة البشرية.

#### القرن ال 20 الليبرالي اللاهوتي
وصف اللاهوتيون الليبراليون في أوائل القرن العشرين الطبيعة البشرية بأنها «جيدة أساسًا»، ولا يحتاجون إلا إلى «تدريب وتعليم مناسبين». لكن الأمثلة المذكورة أعلاه توثق العودة إلى «رؤية أكثر واقعية» للطبيعة البشرية «على أنها شريرة بشكل أساسي ومتمحورة حول الذات». تحتاج الطبيعة البشرية إلى «التجديد ... لتكون قادرة على العيش حياة غير أنانية».

### مجدد الطبيعة البشرية
وفقًا للكتاب المقدس، "عصيان آدم أفسد الطبيعة البشرية" لكن الله رحيم يتجدد.  "التجديد هو تغيير جذري" يتضمن "تجديد طبيعتنا الإنسانية.  وهكذا، للتصدي للخطيئة الأصلية، فإن المسيحية تهدف إلى "تحول كامل للأفراد" بواسطة المسيح.
الهدف من مجيء المسيح هو أن البشرية الساقطة قد تكون «متوافقة أو تتحول إلى صورة المسيح الذي هو صورة الله الكاملة»، كما في كورنثوس الثانية 4: 4. ويوضح العهد الجديد «الحاجة العالمية» للتجديد، وتتبعت عينة من الصور التوراتية لتجديد الطبيعة البشرية والنتائج السلوكية.
- «تحولت من خلال تجديد عقولك» (رومية 12: 2)
- يجري تحويله من «الذات القديمة» (أو «الرجل العجوز») إلى «الذات الجديدة» (أو «الرجل الجديد») (Col.3: 9-10)
- أن تتحول من أشخاص «يكرهون الآخرين» و «يصعب الوصول إليهم» و «غيورون وغاضبون وأنانيون» إلى أشخاص «محبين وسعداء وسلميين ومريضين ، طيبين ، مخلصين ، رقيقين ، والتحكم الذاتي»(غلاطية 5: 20-23)
- التحول من النظر إلى «اهتماماتك الخاصة» إلى البحث عن «اهتمامات الآخرين» (فيلبي 2: 4)

## الفلسفة الحديثة
- أن تتحول من أشخاص «يكرهون الآخرين» و «يصعب الوصول إليهم» و «غيورون وغاضبون وأنانيون» إلى أشخاص «محبين وسعداء وسلميين ومريضين، طيبين، مخلصين، رقيقين، والتحكم الذاتي»(غلاطية 5: 20-23)

- التحول من النظر إلى «اهتماماتك الخاصة» إلى البحث عن «اهتمامات الآخرين» (فيلبي 2: 4)

كان أحد التغييرات المحددة التي حدثت في نهاية العصور الوسطى هو نهاية هيمنة الفلسفة الأرسطية، واستبدالها بنهج جديد لدراسة الطبيعة، بما في ذلك الطبيعة البشرية[بحاجة لمصدر]. في هذا النهج، تم رفض جميع محاولات التخمين حول الأسباب الرسمية والنهائية باعتبارها تكهنات عديمة الفائدة.[بحاجة لمصدر] أيضًا، فإن مصطلح «قانون الطبيعة» ينطبق الآن على أي نمط منتظم ويمكن التنبؤ به في الطبيعة، وليس حرفيًا قانونًا صاغه مشرع إلهي، وبنفس الطريقة ، أصبحت «الطبيعة البشرية» ليست ميتافيزيقية خاصة السبب، ولكن ببساطة كل ما يمكن أن يقال أن تكون ميول نموذجية للإنسان. [بحاجة لمصدر]

على الرغم من أن هذه الواقعية الجديدة المطبقة على دراسة الحياة البشرية منذ البداية - على سبيل المثال، في أعمال مكيافيلي - ارتبطت الحجة النهائية للرفض النهائي لأرسطو خاصة مع فرانسيس بيكون. كان بيكون يكتب أحيانًا كما لو أنه قبل الأسباب الأربعة التقليدية («إنه الموقف الصحيح أن» المعرفة الحقيقية هي المعرفة من خلال الأسباب«. والأسباب مرة أخرى لا يتم توزيعها بشكل غير صحيح إلى أربعة أنواع: المواد ، الرسمية ، والكفاءة ، ونهائي») لكنه قام بتكييف هذه الشروط ورفض أحد الشروط الثلاثة:
ولكن من بين هذه الأسباب يفسد السبب النهائي أكثر من تقدم العلوم ، باستثناء ما يتعلق الأمر بالإنسان. اكتشاف الرسمية هو اليأس. إن الكفاءة والمواد (كما يتم التحقيق فيها وتلقيها ، أي كأسباب بعيدة ، دون الرجوع إلى العملية الكامنة التي تؤدي إلى النموذج) ليست سوى طفيفة وسطحية ، وتساهم قليلاً ، إن وجدت ، في العلوم الحقيقية والفعالة. 
استمر هذا الخط من التفكير مع رينيه ديكارت، الذي أعاد مقاربته الجديدة الفلسفة أو العلوم إلى تركيزها ما قبل سقراط على الأشياء غير البشرية. توماس هوبز، ثم جيامباتيستا فيكو، وديفيد هيوم، أدعيا أنهما أول من استخدم بشكل صحيح مقاربة علمية بيكونية حديثة في الأمور الإنسانية.
اتبع هوبز الشهيرة ديكارت في وصف البشرية بأنها مسألة في الحركة، تمامًا مثل الآلات. كما وصف مؤثرًا جدًا الحالة الطبيعية للإنسان (بدون علم أو حيلة) بأنها الحالة التي تكون فيها الحياة «منعزلة ، فقيرة، سيئة، وحشية وقصيرة».  وأعقب جون لوك على فلسفة الصورة التجريبية كما شهد الطبيعة البشرية باعتبارها راسا الصفيحة . في هذا الرأي، يكون العقل عند الولادة «قائمة فارغة» بدون قواعد، لذلك تتم إضافة البيانات، ويتم تشكيل قواعد معالجتها فقط من خلال تجاربنا الحسية.
دفع جان جاك روسو نهج هوبز إلى أقصى الحدود وانتقده في نفس الوقت، وصدم الحضارة الغربية مع نظيره الخطاب الثاني من خلال اقتراح أن البشر كانوا حيوانات انفرادية من دون سبب أو لغة أو مجتمعات، وقد طوروا هذه الأشياء بسبب حوادث ما قبل التاريخ. (كان هذا الاقتراح أيضًا أقل شهرة من قبل جيامباتيستا فيكو.) وبعبارة أخرى، جادل روسو بأن الطبيعة البشرية لم تكن ثابتة فحسب، بل لم تكن ثابتة تقريبًا مقارنة بما تم افتراضه من قبل. البشر سياسيون وعقلانيون ولهم لغة الآن، لكن في الأصل لم يكن لديهم أي شيء من هذه الأشياء. هذا بدوره يعني أن العيش تحت إدارة العقل البشري قد لا يكون طريقة سعيدة للعيش على الإطلاق، وربما لا توجد طريقة مثالية للعيش. كما أن روسو غير معتاد في المدى الذي اتبع به نهج هوبز، مؤكدًا أن البشر البدائيين لم يكونوا حتى اجتماعيين بشكل طبيعي. وبالتالي فإن الإنسان المتحضر ليس متوازنًا وغير سعيدًا بسبب عدم التطابق بين الحياة المتحضرة والطبيعة الإنسانية، ولكن على عكس هوبز، أصبح روسو معروفًا أيضًا بالاقتراح القائل بأن البشر البدائيين كانوا أكثر سعادة «المتوحشين النبيلة».
ينظر إلى تصور روسو للطبيعة البشرية على أنه أصل العديد من التطورات الفكرية والسياسية في القرنين التاسع عشر والعشرين، ولها تأثير مهم على كانط ، هيغل، وماركس، وتطوير المثالية الألمانية، التاريخانية، والرومانسية.
إن ما تستتبعه الطبيعة البشرية، حسب روسو وغيره من الحداثيين في القرنين السابع عشر والثامن عشر، كان شغفًا بالحيوانات دفعت البشرية إلى تطوير اللغة والتفكير، ومجتمعات أكثر تعقيدًا (أو مجتمعات من أي نوع، وفقًا لروسو).
على النقيض من روسو، كان ديفيد هيوم ناقدًا للنهج المفرط والمنهجية لهوبس، روسو، وبعض الآخرين، حيث يفترض على سبيل المثال، أن الطبيعة البشرية كلها مدفوعة باختلافات في الأنانية. تأثر من قبل Hutcheson و Shaftesbury ، وجادل ضد التبسيط. من ناحية، وافق على أنه بالنسبة للعديد من الموضوعات السياسية والاقتصادية، يمكن افتراض أن الناس مدفوعون بهذه الأنانية البسيطة، كما كتب عن بعض الجوانب الاجتماعية الأكثر "للطبيعة الإنسانية" كشيء يمكن تدميره، على سبيل المثال إذا لم يشترك الناس في المجتمعات العادلة. من ناحية أخرى، رفض ما أسماه "مفارقة المتشككين"، قائلاً إنه لا يمكن لأي سياسي أن يخترع كلمات مثل ""الشرفاء" و "مخجل"، "جميل" و "البغيضة"، "نبيلة" و "حقير "، ما لم يكن هناك بعض" الدستور الأصلي من العقل ".
كان هيوم ـ مثل روسو ـ مثيراً للجدل في زمنه بسبب نهجه الحداثي، الذي اتبع بيكون وهوبز، لتجنب النظر في التفسيرات الميتافيزيقية لأي نوع من السبب والنتيجة، واتهم بأنه ملحد، وقد كتب:
«لا نحتاج إلى دفع أبحاثنا إلى حد طرح السؤال "لماذا لدينا إنسانية ، أي إحساس بالزميل مع الآخرين؟" يكفي أن نختبر هذا كقوة في الطبيعة البشرية. يجب أن يتوقف فحصنا للأسباب في مكان ما»
بعد روسو وهيوم، تغيرت طبيعة الفلسفة والعلوم، متفرعة في تخصصات ومناهج مختلفة، ودراسة الطبيعة البشرية تغيرت وفقا لذلك. أصبح اقتراح روسو بأن الطبيعة البشرية مرنة، كان له تأثير كبير على الحركات الثورية الدولية بمختلف أنواعها، في حين أن مقاربة هيوم كانت أكثر نموذجية في البلدان الأنجلوسكسونية، بما في ذلك الولايات المتحدة.